# Eleonora Guglielmina di Anhalt-Köthen
Eleonora Guglielmina di Anhalt-Köthen (Köthen, 7 maggio 1696 – Weimar, 30 agosto 1726) fu una nobile dell'Anhalt-Köthen e duchessa consorte di Sassonia-Merseburg e di Sassonia-Weimar-Eisenach.

## Biografia
Era figlia di Emanuele Lebrecht di Anhalt-Köthen, principe di Anhalt-Köthen dal 1670 al 1704, e di Gisella Agnese von Rath.
Venne data in sposa al duca Federico Ermanno di Sassonia-Merseburg; il matrimonio venne celebrato a Köthen il 15 febbraio 1714 ma durò quattro mesi: rimase vedova il 2 giugno 1714.
Fu organizzato per lei allora un secondo matrimonio, sempre con un ramo della dinastia Wettin. A Nienburg il 24 gennaio 1716 sposò il duca Ernesto Augusto I di Sassonia-Weimar.
Al secondo marito diede otto figli:
- Guglielmo Ernesto (Weimar, 4 luglio 1717-Halle, 8 giugno 1719);
- Guglielmina Augusta (Weimar, 4 luglio 1717-Weimar, 9 dicembre 1752);
- Giovanni Guglielmo (Weimar, 10 gennaio 1719-Weimar, 6 dicembre 1732);
- Carlotta Agnese (Weimar, 4 dicembre 1720-Weimar, 15 ottobre 1724);
- Giovanna Eleonora (Weimar, 2 dicembre 1721-Weimar, 17 giugno 1722);
- Ernestina Albertina (Weimar, 28 dicembre 1722-Alverdissen, 25 novembre 1769);
- Bernardina Cristiana (Weimar, 5 maggio 1724-Rudolstadt, 5 giugno 1757);
- Emanuele Federico (Weimar, 19 dicembre 1725-Weimar, 11 giugno 1729).

Non riuscì a dare un erede maschio al marito e morì nel 1726. Ernesto Alberto tentò di averlo risposandosi nel 1734 con Sofia Carlotta di Brandeburgo-Bayreuth da cui ebbe altri quattro figli.

## Ascendenza
|                                             |                  |                                               | Genitori                                       |  |  | Nonni |  |  | Bisnonni                            |  |  | Trisnonni                         |  |
|                                             |                  |                                               |                                                |  |  |       |  |  | August, principe di Anhalt-Plötzkau |  |  | Joachim Ernst, principe di Anhalt |  |
|                                             |                  |                                               |                                                |  |  |       |  |  | August, principe di Anhalt-Plötzkau |  |  | Joachim Ernst, principe di Anhalt |  |
|                                             |                  | Eleonore von Württemberg                      |                                                |  |  |       |  |  | August, principe di Anhalt-Plötzkau |  |  |                                   |  |
| Emmanuele di Anhalt-Köthen                  |                  |                                               |                                                |  |  |       |  |  | August, principe di Anhalt-Plötzkau |  |  |                                   |  |
|                                             |                  | Sibylle zu Solms-Laubach                      | Johann Georg I, conte di Solms-Laubach         |  |  |       |  |  |                                     |  |  |                                   |  |
|                                             |                  | Sibylle zu Solms-Laubach                      | Johann Georg I, conte di Solms-Laubach         |  |  |       |  |  |                                     |  |  |                                   |  |
|                                             |                  | Sibylle zu Solms-Laubach                      | Margarethe von Schönburg-Glauchau              |  |  |       |  |  |                                     |  |  |                                   |  |
| Emanuel Lebrecht, principe di Anhalt-Köthen |                  | Sibylle zu Solms-Laubach                      |                                                |  |  |       |  |  |                                     |  |  |                                   |  |
|                                             |                  | Heinrich Ernst, conte di Stolberg-Wernigerode | Christoph, conte di Stolberg-Wernigerode       |  |  |       |  |  |                                     |  |  |                                   |  |
|                                             |                  | Heinrich Ernst, conte di Stolberg-Wernigerode | Christoph, conte di Stolberg-Wernigerode       |  |  |       |  |  |                                     |  |  |                                   |  |
|                                             |                  | Heinrich Ernst, conte di Stolberg-Wernigerode | Hedwig von Regenstein-Blankenburg              |  |  |       |  |  |                                     |  |  |                                   |  |
| Anna Eleonore zu Stolberg-Wernigerode       |                  | Heinrich Ernst, conte di Stolberg-Wernigerode |                                                |  |  |       |  |  |                                     |  |  |                                   |  |
|                                             |                  | Anna Elisabeth zu Stolberg-Wernigerode        | Heinrich Volrad, conte di Stolberg-Wernigerode |  |  |       |  |  |                                     |  |  |                                   |  |
|                                             |                  | Anna Elisabeth zu Stolberg-Wernigerode        | Heinrich Volrad, conte di Stolberg-Wernigerode |  |  |       |  |  |                                     |  |  |                                   |  |
|                                             |                  | Anna Elisabeth zu Stolberg-Wernigerode        | Margarethe zu Solms-Laubach                    |  |  |       |  |  |                                     |  |  |                                   |  |
| Eleonore Wilhelmine von Anhalt-Köthen       |                  | Anna Elisabeth zu Stolberg-Wernigerode        |                                                |  |  |       |  |  |                                     |  |  |                                   |  |
|                                             | Wilhelm von Rath | Hans von Rath                                 |                                                |  |  |       |  |  |                                     |  |  |                                   |  |
|                                             | Wilhelm von Rath | Hans von Rath                                 |                                                |  |  |       |  |  |                                     |  |  |                                   |  |
|                                             | Wilhelm von Rath | Anna Voigt                                    |                                                |  |  |       |  |  |                                     |  |  |                                   |  |
| Balthasar Wilhelm von Rath                  | Wilhelm von Rath |                                               |                                                |  |  |       |  |  |                                     |  |  |                                   |  |
|                                             |                  | Dorothea von Hackeborn                        | Hans von Hackeborn                             |  |  |       |  |  |                                     |  |  |                                   |  |
|                                             |                  | Dorothea von Hackeborn                        | Hans von Hackeborn                             |  |  |       |  |  |                                     |  |  |                                   |  |
|                                             |                  | Dorothea von Hackeborn                        | Elisabeth von Angern                           |  |  |       |  |  |                                     |  |  |                                   |  |
| Gisela Agnes von Rath                       |                  | Dorothea von Hackeborn                        |                                                |  |  |       |  |  |                                     |  |  |                                   |  |
|                                             |                  | Heinrich von Wuthenau                         | Bernhard von Wuthenau                          |  |  |       |  |  |                                     |  |  |                                   |  |
|                                             |                  | Heinrich von Wuthenau                         | Bernhard von Wuthenau                          |  |  |       |  |  |                                     |  |  |                                   |  |
|                                             |                  | Heinrich von Wuthenau                         | Margaretha von Katte                           |  |  |       |  |  |                                     |  |  |                                   |  |
| Magdalene Dorothee von Wuthenau             |                  | Heinrich von Wuthenau                         |                                                |  |  |       |  |  |                                     |  |  |                                   |  |
|                                             |                  | Sibylle von Bindauf                           | Adolph von Bindauf                             |  |  |       |  |  |                                     |  |  |                                   |  |
|                                             |                  | Sibylle von Bindauf                           | Adolph von Bindauf                             |  |  |       |  |  |                                     |  |  |                                   |  |
|                                             |                  | Sibylle von Bindauf                           | Maria von Lincken                              |  |  |       |  |  |                                     |  |  |                                   |  |
|                                             |                  | Sibylle von Bindauf                           |                                                |  |  |       |  |  |                                     |  |  |                                   |  |